# 名古屋新幹線訴訟
名古屋新幹線訴訟（なごやしんかんせんそしょう）とは、新幹線の高速運転に伴って発生する騒音が公害として社会問題化していた1970年代半ば、愛知県名古屋市内を通過する東海道新幹線を通る新幹線0系電車の騒音・振動に対し、沿線住民から日本国有鉄道に対して、新幹線の運行差止請求がなされた訴訟である。

## 概要
1974年（昭和49年）3月30日、名古屋市南区、熱田区、中川区内の東海道新幹線沿線の住民575人（名古屋新幹線公害訴訟原告団、判決時には488人）が、日本国有鉄道を相手取り、新幹線列車の走行に際して、一定値以上の騒音・振動を侵入させてはならないとの差止請求と、原告ら各人に慰謝料100万円の支払いを求める損害賠償請求を提訴した。

## 判決
1980年（昭和55年）9月の名古屋地方裁判所及び1985年（昭和60年）4月の名古屋高等裁判所判決では、被害の存在を認めて慰謝料の支払いを命じたが、新幹線が交通機関として高い公共性を有していることを理由に、いずれも騒音・振動の差止めは認めなかった。当地区の住民に対して減速による騒音・振動対策を実施する場合、他の多くの区間でも同様に減速する必要があり、社会経済に重大な結果が及ぶとの判断であった。

## 和解
住民・国鉄ともに最高裁判所へ上告したが、1986年（昭和61年）4月、両者の間で「和解協定」が成立した。その内容としては、国鉄は新幹線の沿線騒音を当面75ホン以下とするのを始め、騒音・振動の軽減を図ることや、住民への和解金の支払い、住居の移転補償、防音・防振工事の実施、公害を現状以上に悪化させないことなどであった。

## その後の影響
1975年（昭和50年）、環境庁（現在の環境省）により、騒音に関する環境基準が定められた。その後、0系（パンタグラフ数の減少、車体の軽量化・平滑化など）や、軌道（防音壁の設置など）の騒音対策の強化、沿線住民への移転補償金、防音・防振工事の助成金等の対策が進められるようになった。
このうち新幹線車両については、75ホン以下で高速走行出来る鉄道車両の開発、0系とは別の各形式を順次導入し、新幹線車両の設計要件として、騒音が75ホン以下にすることを必須事項として取り入られた。2020年（令和2年）では走行音がより静粛となった新幹線N700系電車に全列車が置き換わっていることから、当該区間での騒音・振動は、最高速度が大幅に上がったにもかかわらず、特段問題ないレベルにまで激減されている。
一方、東海道新幹線に並行する形で建設が進められていた南方貨物線（東海道本線の貨物支線）については、深夜走行が予定されており、新たな公害源になるとして、沿線住民が建設に反対していたことに加え、その後の国鉄が抱える莫大な債務・財政悪化により建設が中止された。これについて、弁護団は「南方貨物線の撤去は、それ自体朗報であった」「これを廃線に追い込んだことは、周辺住民の生活環境保全にプラスである」としている。